# 리카르도 비녜스
리카르도 비녜스(Ricardo Viñes y Roda, 스페인어 발음: [riˈkaɾðo ˈβiɲes], 카탈루냐어: Ricard Viñes i Roda, 카탈루냐어 발음: [riˈkaɾd ˈbiɲəs]; 1875년 2월 5일 ~ 1943년 4월 29일)은 스페인 출신의 피아니스트다. 모리스 라벨, 클로드 드뷔시, 에릭 사티, 마누엘 데 파야, 이사크 알베니스의 곡들을 초연했다. 작곡가 프랑시스 풀랑크와 피아니스트 마르셀 마이어의 스승으로 유명하다.

## 생애
스페인 례이다에서 태어났다. 파리 음악원에서 샤를 윌프리드 드 베리오에게 피아노를 배웠으며, 뱅자맹 고다르에게서 작곡을, 알베르 라비냑에게서 화성을 배웠다.
1895년 파리의 살레 플레옐에서 데뷔를 가져, 1900년에는 러시아를 비롯해 유럽 전역과 남아메리카로 연주여행을 다님으로써 국제적인 입지를 쌓아갔다. 1930년에서 1936년까지 아르헨티나에서 살았는데, 1936년에 파리로 돌아와 죽을 때까지 연주를 하며 지낸다.
그는 친한 친구들의 곡을 많이 연주했는데, 모리스 라벨, 클로드 드뷔시, 에릭 사티, 마누엘 데 파야, 이사크 알베니스의 곡을 초연한 것도 이런 맥락이다. 또한 러시아 음악 애호가로 모데스트 무소륵스키의 《전람회의 그림》, 밀리 발라키레프의 《이슬라메이》, 프로코피예프의 《풍자Sarcasmes》를 프랑스에 처음 소개하기도 했다.

그가 쓴 곡으로는 세브락과 사티를 위한 오마주라는 곡이 가장 잘 알려져있다. 이외에도 글을 몇 개 썼는데 대부분이 스페인 음악에 대한 것이고, 현대에는 일기장이 주로 인용된다. 프랑시스 풀랑크와 마르셀 마이어의 스승으로 풀랑크는 후에 그에 대해 이런 글을 남긴다.
아주 유쾌한 사람으로, 거대한 콧수염을 가진 괴짜 귀족(hidalgo)이었다. 가장자리가 평평한 솜브레로를 쓰고 단추가 달린 부츠를 신고 다녔는데, 내가 페달을 충분히 누르지 않았을 때면 부츠로 정강이를 툭툭 치곤 했다. ... 나는 그를 미친듯이 좋아했었는데, 1914년에는 그만큼 드뷔시와 라벨을 잘 치는 사람이 없었기 때문이다. 비녜스와의 만남은 나의 인생에서 가장 중요한 사건이었다. 나는 그에게 모든것을 빚졌다. ... 풋내기 시절의 노력과 피아노에 대한 모든 지식이 다 그로부터 나왔다.
1995년부터 그의 탄생지인 례이다에서는 "리카르도 비녜스 국제 피아노 콩쿨"이 매년 개최된다. 또한 시 의회는 시의 가장 유명한 광장을 "리카르도 비녜스 광장(Plaça Ricard Vinyes)"이라 이름붙였으며, 극장의 가장 큰 홀과 2010년에 지어진 시의회 건물도 그의 이름을 명명되었다.
비녜스는 바르셀로나에서 68세에 미혼으로 사망한다.

### 참조주
1. 1 2 3 4  Timbrell, Charles and Esperanza Berrocal. "Viñes, Ricardo", Grove Music Online, Oxford University Press, retrieved 19 September 2014 (구독 필요)
2. ↑  Poulenc (1978), p. 37
3. ↑  Quoted in Schmidt (2001), p. 20

## 참고 문헌
- Hell, Henri (1959). 《Francis Poulenc》. New York: Grove Press. OCLC 1268174.
- Poulenc, Francis; Stéphane Audel (ed); James Harding (trans) (1978). 《My Friends and Myself》. London: Dennis Dobson. ISBN 0234772514.
- Schmidt, Carl (2001). 《Entrancing Muse: A Documented Biography of Francis Poulenc》. Hillsdale, NY: Pendragon Press. ISBN 1576470261.